# سینوپولی
سینوپولی (به ایتالیایی: Sinopoli) یک کومونه در ایتالیا است که در استان رجو کالابریا واقع شده‌است.

## خصوصیات
سینوپولی ۲۵٫۸ کیلومترمربع مساحت و ۲٬۳۰۳ نفر جمعیت دارد.